# Polisflyget
Polisflyget är en svensk helikopterenhet inom Polismyndigheten som verkat i olika former sedan 1964. Flygenheten är förlagd till fem orter från norra till södra Sverige.

## Historik
Polisflyget grundades 1964 genom inhyrning av en Bell 47 G-2A från Osterman Helicopter. Den förste piloten var Gert Skogsberg. År 1966 tog Polisflyget sin första egna helikopter i bruk, en Bell 47 G-4. I juni 1967 utexaminerades Polisflygets sex första piloter vid Arméns helikopterskola i Boden. I juli samma år mottog Polisflyget sin första Agusta-Bell 206A.
Under år 2001 pensionerades den sista Bell 47 G-4 och flyttades till Polismuseet. Samma år togs den första av totalt sju beställda Eurocopter EC135 P2 i tjänst. Denna förstördes i samband med en brand i Tullinge I februari 2002. I juni 2003 avyttrades den sista helikoptern Bell 206L.
År 2015 beslöt Polisen att köpa tre–fyra drönare som ett komplement till Polisflyget.

## Verksamhet
Polisflygets uppgifter är bland annat att bistå med övriga delar av polisen med
- Följa flyktvägar från luften vid grova rån eller brottslingar som rymt från fängelset.
- Söka från luften efter försvunna personer.
- Övervaka från luften jaktbrott och utsläpp av miljöfarliga ämnen.
- Övervaka från luften demonstrationer och statsbesök.
- Transportera nationella insatsstyrkan, bombtekniker och andra polisiära resurser.

### Personaltransporter
Polisen saknar medeltunga helikoptrar för att transportera till exempel Nationella insatsstyrkan eller personal och utrustning för bombskydd. Enligt Lagen om Försvarsmaktens stöd till polisen vid terrorismbekämpning från 2006 har Försvarsmaktens personal under en stödinsats till polisen samma befogenheter som poliser. Från 2014 har helikopterstöd organiserats i praktiken genom att militära helikoptrar av typ Helikopter 16 Black Hawk står i beredskap på Malmens flygplats i Linköping för att vid behov bistå polisen i händelse av grova brott eller misstänkta terrorhandlingar. Detta är delvis ett resultat av utvärderingar i Norge efter terrordåden 2011, då polisen hade svårigheter att snabbt nå Utøya.

## Förläggningar och flygplatser

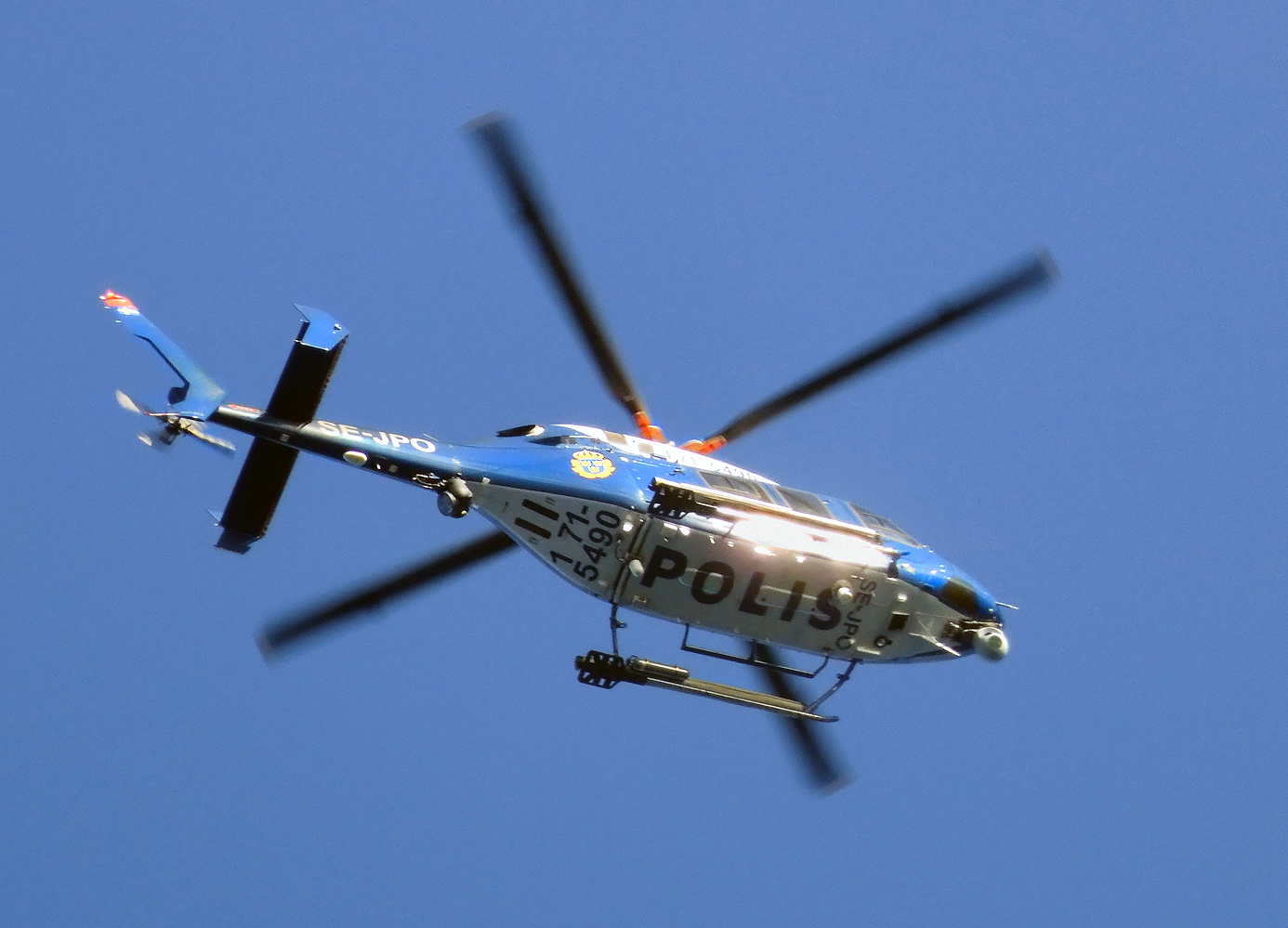
En polishelikopter av typen Bell 429 över Ystad 2022.

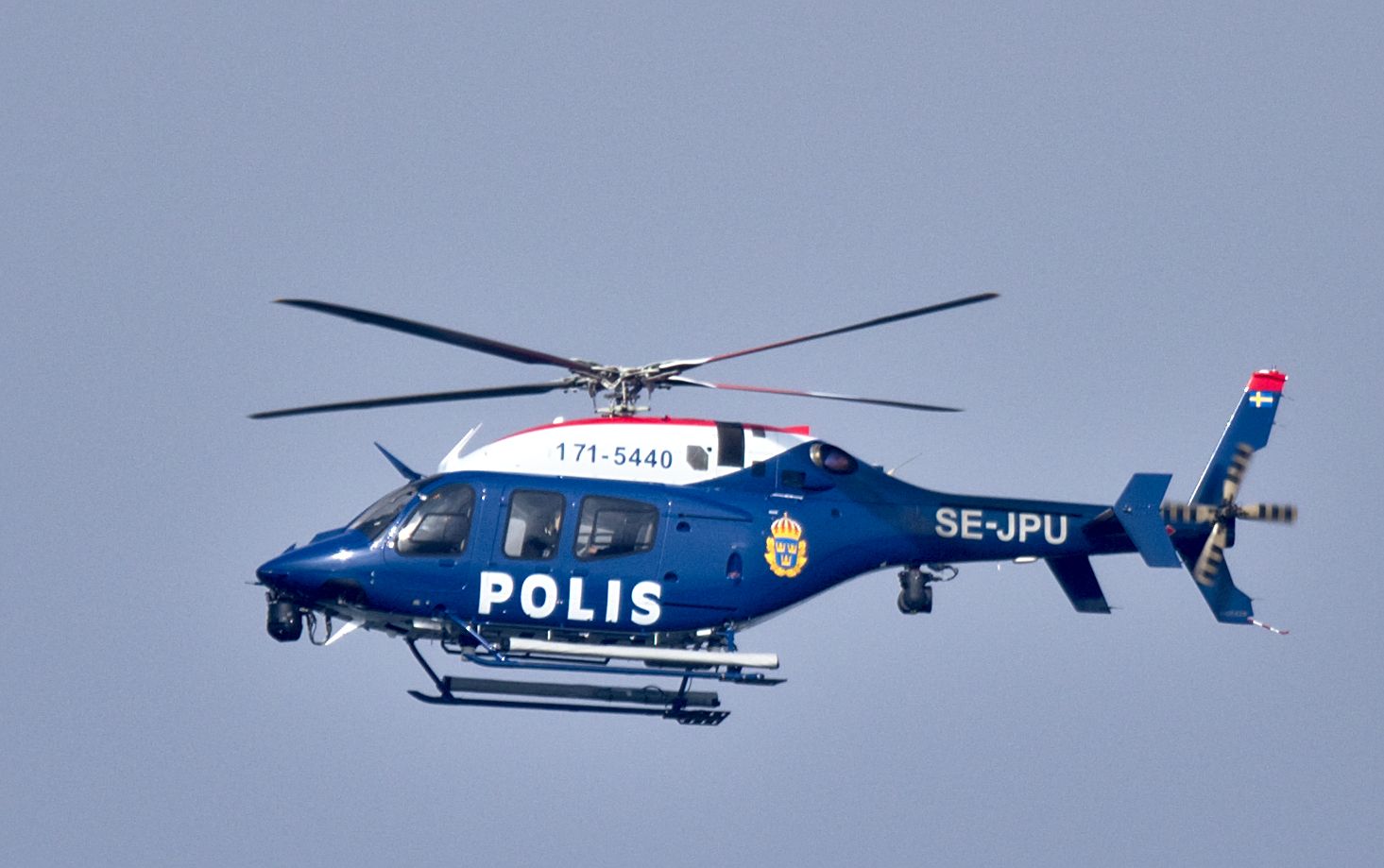
Polishelikopter av typen Bell 429 utanför Ornö i mars 2016.

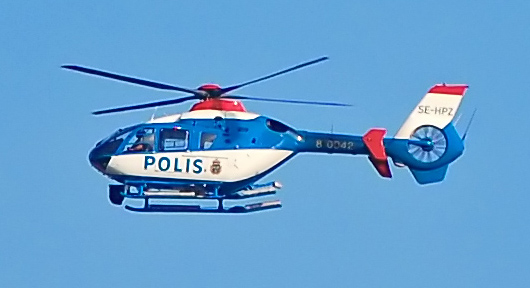
Polishelikopter av typen Eurocopter EC135 P2+.

Polisflyget är baserat på fem orter i Sverige.
| Ort       | Basering                   | Helikoptertyp | Antal |
| --------- | -------------------------- | ------------- | ----- |
| Boden     | Bodens helikopterflygplats | Bell 429      | 1     |
| Göteborg  | Säve flygplats             | Bell 429      | 2     |
| Stockholm | Arlanda flygplats          | Bell 429      | 3     |
| Malmö     | Malmö Airport              | Bell 429      | 2     |
| Östersund | Åre Östersund Airport      | Bell 429      | 1     |

### Stockholm
Polisflyget var från starten 1964 baserade i Ostermans hangar på Bromma flygplats. Drygt tio år senare flyttade Ostermans och Polisflyget till Stockholm-Barkarby flygplats, där före detta stabsdivisionens hangar övertogs. Nästa flytt skedde 1998 till Hangar 81 på Tullinge flygplats, Denna hangar, kallad "H81", hade åren fram till 1986 använts av Flygvapnets sambandsflyg och bestod egentligen av två separata hangarer sammanbyggda med en kontorsbyggnad. Polisen flyttade in i den södra delen, som under 1970-talet fungerat som intendenturförråd, men som efter flygvapnets flytt använts som hangar igen bland annat av Statens haverikommission.
Natten till 7 februari 2002 började det brinna i hangaren. När brandkåren anlände, var södra delen helt övertänd. I branden totalförstördes polisens nyligen levererade första  Eurocopter EC 135 P2, två av deras äldre Bell 206 Jet Ranger och en privat Cessna 172. I samband med denna brand flyttades Polisflyget till Berga helikopterflygplats och samlokaliserades med Svea helikopterskvadron (2. hkpskv).
I samband med försvarsbeslutet 2004 avvecklades den militära delen av Berga helikopterflygplats den sista juni 2005. Polisflygets två helikoptrar fanns kvar vid basen därefter. Försvarsmakten bröt dock i augusti 2006 avtalet med Rikspolisstyrelsen om användning av Berga efter den 30 september 2006. I oktober 2006 ombaserades Polisflyget till Myttinge på Värmdö, efter att ha haft en ambulansheliport i Mölnvik som evakueringsbas.
Myttinges lämplighetifrågasattes efter helikopterrånet i Västberga 2009. Efter att temporärt baserats på Arlanda, beslöts 2012 att Polisflyget skulle bli kvar permanent på Arlanda.

### Göteborg
På basen på Säve flygplats i Göteborg finns också Polisens flygskola, som disponerar en egen Bell 206B JetRanger II.

## Haverier
Tre totalhaverier har inträffat med en polishelikopter sedan 1965. Det första inträffade 1965, det andra 1980. Det tredje inträffade med en Eurocopter EC 135 i april 2007 vid taktisk träning vid Sisjöns skjutfält söder om Göteborg.

## Inköp av nya helikoptrar 2014
Sju Bell 429 köptes 2014 och levererades 2015.
2018 beslutade polismyndigheten att köpa in ytterligare två helikoptrar, den första med placering i polisregion syd och den andra med placering i anslutning till Nationella insatsstyrkan i Stockholm. Under 2019 levererades två Bell 429. 

## Chefer
- 1964–2010:
- 2010–2016: Bengt Grönlund
- 2016–20xx: Dick Johansson